# Турска на Европском првенству у атлетици у дворани 2021.
Турска је учествовала на 35. Европском првенству у дворани 2021 који се одржао у Глазгову, Шкотска, од 1. до 3. марта. Ово је било тридесето прво Европско првенство у атлетици у дворани од његовог оснивања 1970. године на којем је Турска учествовала. Репрезентацију Турске представљало је 13 спортиста (11 мушкараца и 2 жене) који су се такмичили у 8 дисциплина (6 мушких и 2 женске).
На овом првенству такмичари Турске нису освојили ни једну медаљу. У табели успешности према броју и пласману такмичара који су учествовали у финалним такмичењима (првих 8 такмичара) Турска је са 1 такмичарем делила 30. место са 3,50 бодова.
| Пл.  | Земља  | 1. место | 2. место | 3. место | 4. место | 5. место | 6. место | 7. место | 8. место | Бр. фин.-Бод. |
| ---- | ------ | -------- | -------- | -------- | -------- | -------- | -------- | -------- | -------- | ------------- |
| =30. | Турска | –        | –        | –        | –        | 1–3,50   | –        | –        | –        | 1 – 3,50      |

## Учесници
| Мушкарци: - Кајхан Озер — 60 м - Огуз Ујар — 60 м - Умут Ујсал — 60 м - Илијас Чанакчи — 400 м - Берке Акчам — 400 м - Кубилај Енчу — 400 м - Абдурахман Гедиклиоглу — 3.000 м - Микдат Севлер — 60 м препоне - Фуркан Акташ — 60 м препоне - Ерсу Шашма — Скок мотком - Неџати Ер — Троскок | Жене: - Тугба Данисмаз — Троскок - Емел Дерели — Бацање кугле |  |

## Резултати

### Мушкарци
| Атлетичар              | Дисциплина   | Лични рекорд | Квалификације   | Квалификације | Полуфинале            | Полуфинале            | Финале                | Финале       | Детаљи                                   |
| Атлетичар              | Дисциплина   | Лични рекорд | Резултат        | Место         | Резултат              | Место                 | Резултат              | Место        | Детаљи                                   |
| ---------------------- | ------------ | ------------ | --------------- | ------------- | --------------------- | --------------------- | --------------------- | ------------ | ---------------------------------------- |
| Кајхан Озер            | 60 м         | 6,67         | 6,69 (.683) кв  | 3. у гр. 8    | 6,69 (.686)           | 7. у гр. 2            | Није се квалификовао  | 22 / 63 (65) |                                          |
| Огуз Ујар              | 60 м         | 6,76         | 6,78 (.774)     | 4. у гр. 9    | Нису се квалификовали | Нису се квалификовали | Нису се квалификовали | 41 / 63 (65) |                                          |
| Умут Ујсал             | 60 м         | 6,66         | 6,86 (.859)     | 7. у гр. 2    | Нису се квалификовали | Нису се квалификовали | Нису се квалификовали | 57 / 63 (65) |                                          |
| Илијас Чанакчи         | 400 м        | 46,91        | 46,92 (.917) КВ | 2. у гр. 7    | 47,60                 | 5. у гр. 3            | Није се квалификовао  | 15 / 48 (49) |                                          |
| Берке Акчам            | 400 м        | 46,99        | 47,33           | 3. у гр. 6    | Нису се квалификовали | Нису се квалификовали | Нису се квалификовали | 22 / 48 (49) |                                          |
| Кубилај Енчу           | 400 м        | 47,45        | 48,02           | 7. у гр. 1    | Нису се квалификовали | Нису се квалификовали | Нису се квалификовали | 40 / 48 (49) |                                          |
| Абдурахман Гедиклиоглу | 3.000 м      | 7:57,43      | 8:23,82         | 11. у гр. 3   |                       |                       | Нису се квалификовали | 31 / 31 (34) |                                          |
| Микдат Севлер          | 60 м препоне | 7,72 НР      | 7,78 (.772) КВ  | 3. у гр. 3    | 7,74 (.740)           | 5. у гр. 2            | Нису се квалификовали | 14 / 35      | Архивирано на веб-сајту (30. април 2021) |
| Фуркан Акташ           | 60 м препоне | 7,86         | 7,94            | 7. у гр. 2    | Није се квалификовао  | Није се квалификовао  | Није се квалификовао  | 31 / 35      |                                          |
| Ерсу Шашма             | Скок мотком  | 5,72         | 5,60 кв         | 4.            |                       |                       | 5,70                  | 5 / 14 (15)  |                                          |
| Неџати Ер              | Троскок      | 16,61        | 16,17           | 10.           | Није се квалификовао  | 10 / 15               |                       |              |                                          |

### Жене
| Атлетичарка    | Дисциплина   | Лични рекорд | Квалификације | Квалификације | Полуфинале | Полуфинале                               | Финале                | Финале  | Детаљи |
| Атлетичарка    | Дисциплина   | Лични рекорд | Резултат      | Место         | Резултат   | Место                                    | Резултат              | Место   | Детаљи |
| -------------- | ------------ | ------------ | ------------- | ------------- | ---------- | ---------------------------------------- | --------------------- | ------- | ------ |
| Тугба Данисмаз | Троскок      | 13,97        | 13,56         | 13.           |            |                                          | Нису се квалификовале | 13 / 16 |        |
| Емел Дерели    | Бацање кугле | 18,36 НР     | 16,79         | 11.           | 11 / 17    | Архивирано на веб-сајту (30. април 2021) | Нису се квалификовале |         |        |